# Mestaruussarja 1937
La Mestaruussarja 1937 fu la ventinovesima edizione della massima serie del campionato finlandese di calcio, l'ottava come Mestaruussarja. Il campionato, con il formato a girone unico e composto da otto squadre, venne vinto dell'HIFK.

## Squadre partecipanti
| Club        | Città    | Stagione 1936               |
| ----------- | -------- | --------------------------- |
| HIFK        | Helsinki | 3º posto in Mestaruussarja  |
| HJK         | Helsinki | Campione di Finlandia       |
| HPS         | Helsinki | 2º posto in Mestaruussarja  |
| HT Helsinki | Helsinki | 5º posto in Mestaruussarja  |
| Sudet       | Viipuri  | 4º posto in Mestaruussarja  |
| TPS         | Turku    | 6º posto in Mestaruussarja  |
| UL Turku    | Turku    | 2º posto in Itä–Länsi-sarja |
| VIFK        | Vaasa    | 1º posto in Itä–Länsi-sarja |

## Classifica finale
|  | Pos. | Squadra     | Pt | G  | V | N | P  | GF | GS | DR  |
|  | ---- | ----------- | -- | -- | - | - | -- | -- | -- | --- |
|  | 1.   | HIFK        | 21 | 14 | 8 | 5 | 1  | 48 | 16 | +32 |
|  | 2.   | HJK         | 20 | 14 | 8 | 4 | 2  | 58 | 24 | +34 |
|  | 3.   | Sudet       | 16 | 14 | 5 | 6 | 3  | 33 | 27 | +6  |
|  | 4.   | HPS         | 15 | 14 | 5 | 5 | 4  | 30 | 25 | +5  |
|  | 5.   | HT Helsinki | 15 | 14 | 6 | 3 | 5  | 30 | 34 | -4  |
|  | 6.   | TPS         | 14 | 14 | 5 | 4 | 5  | 32 | 35 | -3  |
|  | 7.   | VIFK        | 8  | 14 | 2 | 4 | 8  | 22 | 49 | -27 |
|  | 8.   | UL Turku    | 3  | 14 | 1 | 1 | 12 | 12 | 55 | -43 |

Legenda:
      Campione di Finlandia
 Accede allo spareggio
      Retrocesse in Itä–Länsi-sarja
Note:
Due punti a vittoria, uno a pareggio, zero a sconfitta.

## Spareggio
Lo spareggio si disputò tra la settima classificata in Mestaruussarja (il VIFK) e la perdente dello spareggio promozione di Itä–Länsi-sarja (il VPS).
|      | Risultati |      | Luogo e data           |
| ---- | --------- | ---- | ---------------------- |
| VIFK | 2-2       | VPS  | Vaasa, 10 ottobre 1937 |
| VPS  | 3-2       | VIFK | Vaasa, 17 ottobre 1937 |
|      |           |      |                        |